# みずほ大
みずほ 大（みずほ だい ）は、日本の漫画家・漫画原作者。埼玉県出身、血液型はB型。趣味はフットサル、麻雀、ライブハウス巡り
TJ16という別名義でも活動している。

## 経歴
- 2006年、コミックガンボにて読み切りデビュー。原作者としての作風は、スポーツものからギャグと幅広い。
- ペンネームの由来は、最寄り駅である東武東上線みずほ台駅からである。

## 作品リスト
- 黒服物語（原作を担当。作画：相澤良太、近代麻雀オリジナル、2008年）
- 夜釣りのシンサク（原作を担当。作画：菊池昭夫、漫画ゴラク、2010年）
- ふろーれす（原作を担当。作画：田澤類、E★エブリスタプレミアム、2012年、全4巻）
- K.O.K-キング・オブ・クズ-（原作を担当。作画：嶋田ひろあき、マンガボックス、2015年-連載、全4巻＆外伝1巻）
- VOlTAGEｰbeautiful runnerｰ(TJ16名義で構成を担当。原作:IKKAN 作画:小松大幹、ピッコマ2020年、連載)
- マスゴミ未満（原作を担当。作画：松浦ショウゴ、ヤングアニマルweb、2024年6月、連載）